# Francesco Di Tacchio
Francesco Di Tacchio (Trani, 20 aprile 1990) è un calciatore italiano, centrocampista e capitano del Catania.

## Carriera

### Club
Inizia a giocare a calcio nelle giovanili della Nuovo Globo, squadra di Barletta, che nel 2005 lo cede all'Ascoli. Nella stagione 2008-2009 fa il suo esordio in Serie B con la squadra marchigiana, collezionando 12 presenze; a fine anno viene ceduto alla Fiorentina, società di Serie A, della cui rosa fa parte per l'intera stagione 2009-2010 senza mai scendere in campo in partite ufficiali. Successivamente milita per una stagione in Serie B con il Frosinone (20 presenze ed una rete, segnata all'ultima giornata contro il Livorno) per poi passare in prestito secco alla Juve Stabia, con cui scende in campo in altre 16 occasioni nella serie cadetta.
Nell'estate del 2012 cambia nuovamente squadra, accasandosi al Perugia, con cui segna un gol (il suo primo in carriera in campionati professionistici) in 12 presenze in Lega Pro Prima Divisione. A gennaio 2013 va in prestito secco all'Entella, squadra militante a sua volta in Prima Divisione. Dopo sei mesi in cui si mette positivamente in mostra, viene acquistato a titolo definitivo dal club ligure. Nella stagione 2013-2014 con 34 presenze e 2 gol contribuisce alla storica promozione dei liguri in Serie B, venendo premiato anche come Miglior calciatore della Lega Pro della stagione 2013-2014. Nella stagione 2014-2015 è titolare della squadra e gioca 36 presenze pur non riuscendo a evitare la retrocessione dei liguri, dopo aver perso i play-out contro il Modena (l'Entella sarà poi ripescato a causa del sopravvenuto declassamento d'ufficio del Catania); A fine campionato si piazza nono nella Top 15 dei centrocampisti del campionato cadetto stilata dalla Lega Serie B. Complessivamente con l'Entella in due anni e mezzo ha collezionato 86 presenze e 3 gol.
Il 26 agosto dello stesso anno dopo essere stato vicino a vari club di Serie B, viene ceduto a titolo definitivo al Pisa. A fine stagione festeggia la promozione in Serie B con il club pisano, per poi retrocedere nuovamente in Serie C l'anno successivo. In neroblu conclude con una rete in 69 presenze.
Il 27 giugno 2017 firma per l'Avellino ancora in Serie B. Con i lupi gioca 39 partite, andando anche in rete in un'occasione. A fine campionato rientra nella Top XI del campionato.
Il 9 agosto 2018 Di Tacchio si trasferisce alla Salernitana, rimanendo nella serie cadetta. Nella prima stagione è uno dei protagonisti con 36 presenze e 3 reti, diventando grazie al suo impegno in campo e nel sociale un giocatore simbolo della piazza. L'anno successivo gioca 31 partire e andando in rete in 3 occasioni, tra cui l'importante rete del 9 giugno 2019, dove segna il rigore decisivo per la salvezza dei campani nel ritorno dei play-out contro il Venezia (2-4 d.c.r.). Diventato nel frattempo capitano, nella stagione 2020-2021 è uno dei protagonisti della promozione del club in Serie A. A fine di questa stagione risulta ancora una volta nella TOP XI del campionato. Esordisce in massima serie coi campani il 29 agosto 2021 in occasione della sconfitta per 0-4 contro la Roma. Tuttavia, dopo un girone d'andata in cui ha trovato molto spazio, nel ritorno viene impiegato poco.
Nell'estate 2022 viene ceduto alla Ternana, in Serie B. Il 15 ottobre successivo segna la sua prima rete con i rossoverdi, importante perché è quella del definitivo 2-3 nella vittoria in rimonta in casa del Benevento.
Il 5 luglio 2023 viene ceduto in prestito con diritto di riscatto al Südtirol. Tuttavia, dopo avere rotto con il club altoatesino, il 30 agosto 2023 viene ceduto in prestito all'Ascoli, tornando nel club dopo 14 anni.
L'11 luglio 2024 viene ingaggiato a titolo definitivo dal Catania, club di Serie C, con cui firma un contratto biennale.

### Nazionale
Vanta 4 presenze in nazionale Under-20 tra il 2008 ed il 2010, e 2 in nazionale Under-19 nel 2008.

## Statistiche

### Presenze e reti nei club
Statistiche aggiornate al 14 maggio 2025.
| Stagione              | Squadra               | Campionato            | Campionato | Campionato | Coppe nazionali | Coppe nazionali | Coppe nazionali | Coppe continentali | Coppe continentali | Coppe continentali | Altre coppe | Altre coppe | Altre coppe | Totale | Totale |
| Stagione              | Squadra               | Comp                  | Pres       | Reti       | Comp            | Pres            | Reti            | Comp               | Pres               | Reti               | Comp        | Pres        | Reti        | Pres   | Reti   |
| --------------------- | --------------------- | --------------------- | ---------- | ---------- | --------------- | --------------- | --------------- | ------------------ | ------------------ | ------------------ | ----------- | ----------- | ----------- | ------ | ------ |
| 2008-2009             | Ascoli                | B                     | 12         | 0          | CI              | 0               | 0               | -                  | -                  | -                  | -           | -           | -           | 12     | 0      |
| 2009-2010             | Fiorentina            | A                     | -          | -          | CI              | -               | -               | UCL                | -                  | -                  | -           | -           | -           | 0      | 0      |
| 2010-2011             | Frosinone             | B                     | 20         | 1          | CI              | -               | -               | -                  | -                  | -                  | -           | -           | -           | 20     | 1      |
| 2011-2012             | Juve Stabia           | B                     | 12         | 0          | CI              | 0               | 0               | -                  | -                  | -                  | -           | -           | -           | 12     | 0      |
| 2012-gen. 2013        | Perugia               | 1D                    | 12         | 1          | CI+CI-LP        | 0+2             | 0+1             | -                  | -                  | -                  | -           | -           | -           | 14     | 2      |
| gen.-giu. 2013        | Entella               | 1D                    | 13+2       | 1+0        | CI+CI-LP        | -               | -               | -                  | -                  | -                  | -           | -           | -           | 15     | 1      |
| 2013-2014             | Entella               | 1D                    | 21         | 1          | CI+CI-LP        | 2+1             | 1+0             | -                  | -                  | -                  | SL-PD       | -           | -           | 24     | 2      |
| 2014-2015             | Entella               | B                     | 26         | 0          | CI              | 1               | 0               | -                  | -                  | -                  | -           | -           | -           | 27     | 0      |
| Totale Virtus Entella | Totale Virtus Entella | Totale Virtus Entella | 60+2       | 2          |                 | 4               | 1               |                    | -                  | -                  |             | 0           | 0           | 66     | 3      |
| 2015-2016             | Pisa                  | LP                    | 13+5       | 0          | CI+CI-LP        | 0+1             | 0               | -                  | -                  | -                  | -           | -           | -           | 19     | 0      |
| 2016-2017             | Pisa                  | B                     | 35         | 1          | CI              | 2               | 0               | -                  | -                  | -                  | -           | -           | -           | 37     | 1      |
| Totale Pisa           | Totale Pisa           | Totale Pisa           | 48+5       | 1          |                 | 3               | 0               |                    | -                  | -                  |             | -           | -           | 56     | 1      |
| 2017-2018             | Avellino              | B                     | 39         | 1          | CI              | 2               | 0               | -                  | -                  | -                  | -           | -           | -           | 41     | 1      |
| 2018-2019             | Salernitana           | B                     | 34+2       | 3+0        | CI              | 0               | 0               | -                  | -                  | -                  | -           | -           | -           | 36     | 3      |
| 2019-2020             | Salernitana           | B                     | 31         | 3          | CI              | 2               | 0               | -                  | -                  | -                  | -           | -           | -           | 33     | 3      |
| 2020-2021             | Salernitana           | B                     | 34         | 0          | CI              | 1               | 0               | -                  | -                  | -                  | -           | -           | -           | 35     | 0      |
| 2021-2022             | Salernitana           | A                     | 18         | 0          | CI              | 2               | 0               | -                  | -                  | -                  | -           | -           | -           | 20     | 0      |
| Totale Salernitana    | Totale Salernitana    | Totale Salernitana    | 117+2      | 6          |                 | 5               | 0               |                    | -                  | -                  |             | -           | -           | 124    | 6      |
| 2022-2023             | Ternana               | B                     | 35         | 1          | CI              | 1               | 0               | -                  | -                  | -                  | -           | -           | -           | 36     | 1      |
| lug.-ago. 2023        | Südtirol              | B                     | -          | -          | CI              | -               | -               | -                  | -                  | -                  | -           | -           | -           | 0      | 0      |
| ago. 2023-2024        | Ascoli                | B                     | 33         | 0          | CI              | -               | -               | -                  | -                  | -                  | -           | -           | -           | 33     | 0      |
| Totale Ascoli         | Totale Ascoli         | Totale Ascoli         | 45         | 0          |                 | 0               | 0               |                    | -                  | -                  |             | -           | -           | 45     | 0      |
| 2024-2025             | Catania               | C                     | 14+4       | 0          | CI+CI-C         | 0+1             | 0               | -                  | -                  | -                  | -           | -           | -           | 19     | 0      |
| Totale carriera       | Totale carriera       | Totale carriera       | 402+13     | 13         |                 | 18              | 2               |                    | 0                  | 0                  |             | 0           | 0           | 433    | 15     |

## Palmarès
- Lega Pro Prima Divisione: 1

Entella: 2013-2014 (girone A)